# ナッティ・プロフェッサー クランプ教授の場合
『ナッティ・プロフェッサー クランプ教授の場合』（ナッティ・プロフェッサー クランプきょうじゅ の ばあい The Nutty Professor）は、1996年に公開されたアメリカ映画。1963年にジェリー・ルイスが監督・主演した『底抜け大学教授』（原題も同じ）のリメイク。第69回アカデミー賞においてアカデミーメイクアップ&ヘアスタイリング賞を受賞した。

## ストーリー
温厚だが内気な性格のウェルマン大学生物学科教授のクランプは、その並外れた肥満体が原因で毎日ドジばかり起こしていた。突然現れた美人の院生カーラにほれ込んだ彼は、一念発起でダイエットに励むもまったく効果なし。実家の面々を見て家系だから仕方ないと体型を諦めるが、ついにカーラとデートの約束をとりつける。
しかし、デート先のクラブの毒舌芸人に自分の体形をネタにされ、ひどく傷ついてしまった彼は、実験段階であったやせ薬を自分の体で試してみた。すると性格も体型も正反対なナイスガイ「バディ・ラブ」に大変身。だが、つかの間の変身を繰り返しているうちに、バディの別人格が暴走し始める。

## 登場人物

### 主人公
シャーマン・クランプ
演 - エディ・マーフィ
ウェルマン大学生物学科教授。
温厚で内気な性格だが、肥満体が何よりのコンプレックス。院生のカーラに惚れ、カーラと付き合うために痩せようとするが上手くいかず、しまいにはパブでレジーに体型を馬鹿にされたことがきっかけでコンプレックスは悪化し、被害妄想や悪夢に苛まれるようになる。絶望から自身が開発した「痩せ薬」を使い、見事に成功。スリムでお調子者の「バディ・ラヴ」として活動するが、しかし次第に人格が暴走するようになってしまう。
バディ・ラヴ
演 - エディ・マーフィ
クランプが痩せ薬を服用して得た体型。偽名としてバディ・ラヴを名乗っている。体型はもちろん性格も正反対でかなりテンションが高く明るい。身体能力も向上しており、喧嘩でレジーに勝った。

### 大学関係者
カーラ・パーティ
演 - ジェイダ・ピンケット
院生。化学の入門講座担当講師として赴任。クランプの論文のファン。
ハーラン・ハートリー
演 - ジェームズ・コバーン
大学に多額の寄付を行っている支援者の一人。シャーマンの失態で大学が廃校の危機に陥ってる中で唯一研究に関心を持っており、唯一の頼みの綱となっている。
リッチモンド
演 - ラリー・ミラー
学部長。シャーマンの失態で大学の支援者を悉く失っている上に、偶発的とはいえ大学内で散々トラブルを繰り返すシャーマンの体型に対するパワハラ同然の言動を繰り返すものの、作中散々な目に合う不幸な男。
ジェイソン
演 - ジョン・アレス
シャーマンの助手。偶然、バブで出会った「バディ・ラヴ」がクランプのクレジットカードを持っていたことから不審に思い、問い詰めるが変身がとけたクランプの正体に気づく。

### クランプ家
アンナ・クランプ
演 - エディ・マーフィ
シャーマンの母。優しい性格の持ち主で、自分の体型を気にするシャーマンを励ましたり家族内の揉め事の仲裁もするが少し抜けている部分がある。
クリータス・クランプ
演 - エディ・マーフィ
シャーマンの父。自分達の体型に誇りを持っており、ダイエットをしようとするシャーマンに反対する。気難しい一面もあり、祖母のアイダとしょっちゅう口論をしている。
アーニー・クランプ
演 - エディ・マーフィ
シャーマンの兄。能天気かつ大雑把な性格。クリータス同様弟のダイエットには反対の立場を取っている。
アイダ＝メイ・ジェンキンス
演 - エディ・マーフィ
シャーマンの祖母。かなりの高齢だが下ネタが大好きで色事に関しても未だに現役といった元気いっぱいのおばあちゃん。
アーニー・クランプJr.
演 - ジャマール・ミクソン
アーニーの息子。父親譲りの性格・言動の腕白坊主。

### その他
レジー・ウォリントン
演 - デイヴ・シャペル
スタンダップコメディアン。観客の見た目をネタにいじり倒す芸風。クランプの体型を馬鹿にしたことがクランプが痩せ薬を使う切っ掛けとなる。その後「バディ・ラヴ」となったクランプに意趣返しでこき下ろされて喧嘩となったが、身体能力も向上していたクランプに負ける。
ランス・パーキンス
演 - エディ・マーフィ
リチャード・シモンズをパロディにしたエクササイズインストラクター。

## キャスト
| 役名                               | 俳優                 | 日本語吹き替え | 日本語吹き替え |
| 役名                               | 俳優                 | ソフト版       | 日本テレビ版   |
| ---------------------------------- | -------------------- | -------------- | -------------- |
| シャーマン・クランプ               | エディ・マーフィ     | 江原正士       | 山寺宏一       |
| バディ・ラヴ                       | エディ・マーフィ     | 江原正士       | 山寺宏一       |
| アンナ・クランプ（母）             | エディ・マーフィ     | 江原正士       | 山寺宏一       |
| クリータス・クランプ（父）         | エディ・マーフィ     | 江原正士       | 山寺宏一       |
| アーニー・クランプ（兄）           | エディ・マーフィ     | 江原正士       | 山寺宏一       |
| アイダ＝メイ・ジェンキンス（祖母） | エディ・マーフィ     | 江原正士       | 山寺宏一       |
| ランス・パーキンス                 | エディ・マーフィ     | 江原正士       | 山寺宏一       |
| カーラ・パーティ                   | ジェイダ・ピンケット | 折笠愛         | 亀井芳子       |
| ハーラン・ハートリー               | ジェームズ・コバーン | 小林清志       | 小林清志       |
| リッチモンド学部長                 | ラリー・ミラー       | 堀之紀         | 佐古正人       |
| レジー・ウォリントン               | デイヴ・シャペル     | 西村智博       | 柴田英嗣       |
| ジェイソン                         | ジョン・アレス       | 関俊彦         | 宮本充         |
| アーニー・クランプJr.              | ジャマール・ミクソン |                | 田野恵         |

- 日本テレビ版：初回放送2000年3月24日『金曜ロードショー』

※追加録音版：初回放送2005年8月18日『木曜洋画劇場』※エンディングのNG集を同一キャストで吹き替えたもの（それ以前は字幕放送）。

## スタッフ
- 監督：トム・シャドヤック
- 製作：ブライアン・グレイザー、ラッセル・シモンズ
- 製作総指揮：ジェリー・ルイス、マーク・リプスキー、カレン・ケーラ
- 原案：ジェリー・ルイス、ビル・リッチモンド
- 脚本：デヴィッド・シェフィールド、バリー・W・ブラウスタイン、トム・シャドヤック、スティーヴ・オーデカーク
- 撮影：ジュリオ・マカット
- 編集：ドン・ジンマーマン
- 特殊メイク： リック・ベイカー、デヴィッド・ルロイ・アンダーソン
- 音楽：デヴィッド・ニューマン

日本語版
| -                | ソフト版       | 日本テレビ版         |
| ---------------- | -------------- | -------------------- |
| 演出             | 岩浪美和       | 木村絵理子           |
| 翻訳             | 松崎広幸       | 岸田恵子             |
| 調整             | 佐藤隆一       | 高久孝雄             |
| 効果             | N/A            | サウンドボックス     |
| 担当             |                | 稲毛弘之             |
| プロデューサー補 |                | 野地玲子 村井多恵子  |
| プロデューサー   |                | 大塚恭司 北島有子    |
| 制作             | ビデオ・テック | オムニバス・ジャパン |

## 製作
エディ・マーフィーに毒舌をぶつけるコメディアン役としてデイヴ・シャペルが出演しており、彼はマーフィーから多大な影響を受けたコメディアンとして知られている。シャペルが演じたコメディアン「レジー・ワリントン」の名前は、マーフィーが主演した『ブーメラン』の監督レジナルド・ハドリンと彼の兄ワーリントン・ハドリンに由来している。
ジェリー・ルイスは製作総指揮として参加しているが、2009年のインタビューで「私はエディを尊敬しているが、それをしてはいけないと思っている。私は初めて完璧な仕事をやり遂げた。あなたがやろうとしていることは、他の誰かにそれをやらせて完璧さを損なうことだ」として製作総指揮の立場を放棄している。

## 評価
Rotten Tomatoesには55件のレビューが寄せられ64%の支持率となっており、Metacriticでは62/100のスコアとなっている。
サンフランシスコ・タイムズのロジャー・イーバートは四つ星満点中三つ星を与え、「エディ・マーフィーは素晴らしいです。映画は甘く心こもり、そして騒々しいほどのスラップスティックという異なる二つの要因が重なり成功した。私は両方とも好きです」と批評した。オーウェン・グレイバーマンのオーウェン・グレイバーマンは「B+」評価を与え、「あなたはパフォーマーとしてのマーフィーを再発見することになります」と述べている。